# Lijst van voetbalinterlands Macau - Singapore
Deze lijst van voetbalinterlands is een overzicht van alle officiële voetbalwedstrijden tussen de nationale teams van Macau en Singapore. De landen speelden tot op heden vier keer tegen elkaar. De eerste ontmoeting, een kwalificatiewedstrijd voor de Azië Cup 2000, werd gespeeld in Macau op 16 februari 2000. Het laatste duel, een vriendschappelijke wedstrijd, vond plaats op 26 maart 2023 in Macau.

## Wedstrijden
| № | Plaats    | Datum            | Competitie                 | Wedstrijd         | Uitslag |
| - | --------- | ---------------- | -------------------------- | ----------------- | ------- |
| 1 | Macau     | 16 februari 2000 | Azië Cup 2000 kwalificatie | Macau – Singapore | 0 – 1   |
| 2 | Singapore | 23 maart 2003    | Azië Cup 2004 kwalificatie | Singapore – Macau | 2 – 0   |
| 3 | Macau     | 14 oktober 2014  | Vriendschappelijk          | Macau – Singapore | 2 – 2   |
| 4 | Macau     | 26 maart 2023    | Vriendschappelijk          | Macau − Singapore | 0 − 1   |

## Samenvatting
| Competitie            | Totaal gespeeld | Winst Macau | Gelijk | Winst Singapore | Doelsaldo Macau – Singapore |
| --------------------- | --------------- | ----------- | ------ | --------------- | --------------------------- |
| Azië Cup-kwalificatie | 2               | 0           | 0      | 2               | 0 − 3                       |
| Vriendschappelijk     | 2               | 0           | 1      | 1               | 2 − 3                       |
| Totaal                | 4               | 0           | 1      | 3               | 2 − 6                       |

AFM · 
A-internationals · 
Macaus vrouwenelftal
1980 – 1989 · 
1990 – 1999 · 
2000 – 2009 · 
2010 – 2019 ·
2020 − 2029
Bangladesh ·
Bhutan ·
Brunei ·
Cambodja ·
China ·
Filipijnen ·
Guam ·
Hongkong ·
India ·
Irak ·
Japan ·
Kazachstan ·
Kirgizië ·
Koeweit ·
Laos ·
Maleisië ·
Mauritius ·
Mongolië ·
Myanmar ·
Nepal ·
Noord-Korea ·
Oman ·
Pakistan ·
Salomonseilanden ·
Saoedi-Arabië ·
Singapore ·
Sri Lanka ·
Tadzjikistan ·
Taiwan ·
Thailand ·
Vietnam ·
Zuid-Korea
FAS · 
Lijst van A-internationals · 
Singaporees vrouwenelftal
1960 – 1969 ·
1970 – 1979 ·
1980 – 1989 ·
1990 – 1999 ·
2000 – 2009 ·
2010 – 2019
Afghanistan ·
Argentinië ·
Australië · 
Azerbeidzjan · 
Bahrein · 
Bangladesh · 
Brunei · 
Cambodja · 
Canada · 
China · 
Denemarken · 
Fiji ·
Filipijnen · 
Finland · 
Ghana · 
Guam ·
Hongkong · 
India · 
Indonesië · 
Irak · 
Iran · 
Israël · 
Japan · 
Jemen ·
Jordanië · 
Kazachstan · 
Kirgizië · 
Koeweit · 
Laos · 
Libanon · 
Macau · 
Malediven · 
Maleisië · 
Mauritius ·
Mongolië · 
Myanmar · 
Nepal · 
Nieuw-Zeeland · 
Noord-Korea · 
Noorwegen · 
Oezbekistan · 
Oman · 
Oost-Timor · 
Pakistan · 
Palestina · 
Papoea-Nieuw-Guinea ·
Polen · 
Qatar ·
Salomonseilanden · 
Saoedi-Arabië · 
Sri Lanka · 
Syrië · 
Tadzjikistan · 
Taiwan · 
Thailand · 
Turkmenistan · 
Uruguay · 
Verenigde Arabische Emiraten · 
Vietnam · 
Zuid-Korea · 
Zuid-Vietnam · 
Zweden